# STS-106
STS-106 var en flygning i det amerikanska rymdfärjeprogrammet med rymdfärjan Atlantis till Internationella rymdstationen, ISS. Den sköts upp från Pad 39B vid Kennedy Space Center i Florida den 8 september 2000. Efter nästan tolv dagar i omloppsbana runt jorden återinträdde rymdfärjan i jordens atmosfär och landade vid Kennedy Space Center.
Flygningens mål var att leverera utrustning och förnödenheter till rymdstationen, detta gjorde man med hjälp av en Spacehab-modul placerad i rymdfärjans lastrum.

## Rymdpromenad
Under flygningens enda rymdpromenad fästes kablar för att fullt ut integrera Zvezda-modulen till resten av ISS.
Man konstruerade och fäste även en magnetometer som ett back-up-navigationssystem för rymdstationen.

### Statistik
| 1. | Edward Lu Jurij Malentjenko | 11 september 2000 04:47 UTC | 11 september 2000 11:01 UTC | 6 tim, 14 min |

## Besättning
- Terrence W. Wilcutt (4), befälhavare
- Scott Altman (2), pilot
- Daniel C. Burbank (1), uppdragsspecialist
- Edward T. Lu (2), uppdragsspecialist
- Richard A. Mastracchio (1), uppdragsspecialist
- Jurij Malentjenko (2), uppdragsspecialist
- Boris Morukov (1), uppdragsspecialist